# Stictoptera subobliquodes
Stictoptera subobliquodes är en fjärilsart som beskrevs av Embrik Strand 1917. Stictoptera subobliquodes ingår i släktet Stictoptera och familjen nattflyn. Inga underarter finns listade i Catalogue of Life.